# Unonopsis panamensis
Unonopsis panamensis är en kirimojaväxtart som beskrevs av Robert Elias Fries. Unonopsis panamensis ingår i släktet Unonopsis och familjen kirimojaväxter. Inga underarter finns listade i Catalogue of Life.